# ふらんす堂
ふらんす堂（ふらんすどう）は、日本の出版社。代表は山岡喜美子。
詩歌、とりわけ俳句に強みを見せる出版社。社名の由来は萩原朔太郎の詩「旅上」から。ふらんす堂友の会会員向け会報誌『ふらんす堂通信』（季刊）があり、通信投句欄（選者：石田郷子）、短歌投稿欄（選者：東直子）を設けている。句集に与えられる賞として「田中裕明賞」（第1回は2010年）を主催している。

## 主なレーベル
- ふらんす堂文庫（テーマ別句集シリーズ・精選句集シリーズ・旅シリーズ・シリーズ詩歌・その他）
- 365日入門シリーズ
- 365日短歌日記シリーズ
- 現代俳句文庫
- 精鋭俳句叢書（neige（雪シリーズ）・fleur（花シリーズ）・lune　（月シリーズ））
- シリーズ自句自解1ベスト100
- シリーズ自句自解II
- 白のシリーズ
- ふらんす堂叢書　俳句シリーズ
- 百句シリーズ

など多数

## 田中裕明賞
賞創設の趣旨

田中裕明を顕彰し、俳句の未来をになう若い俳人を育てる為の一助とするため。

選考委員

小川軽舟、岸本尚毅、津川絵理子、四ッ谷龍（敬称略・50音順）

賞

田中裕明賞（1名）　正賞：万年筆／ 副賞：賞金10万円

対象句集、選考経過報告、選考会、授賞式の様子、吟行会など田中裕明賞の全てをまとめた冊子『田中裕明賞』を毎年刊行している。

◆受賞句集一覧

2010年　第1回／高柳克弘句集『未踏』（ふらんす堂）

2011年　第2回／該当句集なし

2012年　第3回／関悦史句集『六十億本の回転する曲がつた棒』（邑書林）

2013年　第4回／津川絵理子句集『はじまりの樹』（ふらんす堂）

2014年　第5回／榮猿丸句集『点滅』（ふらんす堂）、西村麒麟句集『鶉』（私家版）

2015年　第6回／鴇田智哉句集『凧と円柱』（ふらんす堂）
2016年　第7回／北大路翼句集『天使の涎』（邑書林）2017年
2017年　第8回／小津夜景句集『フラワーズ・カンフー』（ふらんす堂）

## 受賞作品一覧　句集部門
- 蛇笏賞

第35回 『象』新装版 宇多喜代子句集

第40回 『めんない千鳥』 後藤比奈夫句集

第41回 『午後の椅子』 岡本眸句集（第49回 毎日芸術賞同時受賞）

第42回 『十五峯』 鷹羽狩行句集（第23回 詩歌文学館賞同時受賞）

第48回　『菫濃く』 深見けん二句集

第50回　『冬青集』 矢島渚男句集

- 読売文学賞

第62回　『星涼』大木あまり句集

- 毎日芸術賞

第45回 『草影』 桂信子句集

第49回 『午後の椅子』 岡本眸句集（第41回 蛇笏賞同時受賞）

第52回 『群生海』大峯あきら句集

- 毎日芸術賞特別賞

第51回 『日常』金子兜太句集（第2回 小野市詩歌文学館賞同時受賞）

- 詩歌文学館賞

第12回 ふらんす堂文庫『流』 安東次男句集

第20回 『光年』林翔句集

第21回 『日月』深見けん二句集

第23回 『十五峯』鷹羽狩行句集

第26回 『群生海』大峯あきら句集（第42回蛇笏賞同時受賞）

- 俳人協会本賞

第34回 『樸簡』綾部仁喜句集

第37回 『凡』清崎敏郎句集

第39回 『秋興』石田勝彦句集

第40回 『日本海』本宮哲郎句集

第41回 『往馬』茨木和生句集

第42回 『宇宙塵』大峯あきら句集

第49回 『祭詩』榎本好宏句集

第50回 『辻俳諧』斎藤夏風句集

第51回 『夏木』山本洋子句集

第52回 『香雨』片山由美子句集

- 俳人協会新人賞

第13回 『蕩児』中原道夫句集

第16回 『貝の砂』いのうえかつこ句集

第19回 『麦生』橋本榮治句集

第20回 『野の琴』藺草慶子句集／『秋の顔』石田郷子句集

第23回 『跣足』藤本美和子句集

第28回 『真咲』辻美奈子句集

第29回 『花実』高田正子句集

第30回 『星槎』明隅礼子句集

第31回 『鳥の重さ』井越芳子句集

第31回 『喝采』白濱一羊句集（平成19年度 岩手県芸術選奨同時受賞）

第31回 『海図』佐藤郁良句集

第32回 『蝶生る』辻内京子句集／『此君』日原傳句集／『男坐り』横井遥句集

第33回 『家』加藤かな文句集／『白色』金原知典句集／『瞬く』森賀まり句集

第34回 『花束』岩田由美句集

第35回 『雲の座』押野裕句集

第36回 『雪華』甲斐由起子句集／『眼光』下坂速穂句集

第37回 『誤差』今瀬一博句集

第38回 『驢馬つれて』井出野浩貴句集
第40回 『遅日の岸』村上鞆彦句集
- 俳人協会評論賞

第10回 『久保田万太郎の俳句』成瀬櫻桃子著
- 芸術選奨文部科学大臣賞

第58回 『百済野』矢島渚男句集
- 俳句四季大賞

第1回 『螢袋に灯をともす』 岩淵喜代子句集

第2回 『沙羅紅葉』 後藤比奈夫句集

第9回 『沈黙』 綾部仁喜句集
- 雪梁舎俳句大賞

第2回 『ぷらんくとん』寺田良治句集
- 雪梁舎俳句大賞特別賞

第5回 『馬頭琴』磯貝碧蹄舘句集
- 雪梁舎宗左近俳句大賞

第10回 『海藻標本』佐藤文香句集
- 日本詩歌句大賞奨励賞

第4回 『やぶからし』原朝子句集
- 熊日文学賞

第37回 『ミロの鳥』 あざ蓉子句集

第50回 『春雪』 岩岡中正句集
- 与謝蕪村賞

第1回『月の雛』山田弘子句集
- 中新田賞スウェーデン賞

第1回 『アダムの骨』高木一惠句集
- 加美俳句大賞スウェーデン賞

第8回 『人魚姫のトゥシューズ』水月りの句集
- 中新田俳句大賞／加美俳句大賞

第3回 『雪安居』市堀玉宗句集（第26回 泉鏡花記念金沢市民文学賞同時受賞）

第4回 『十一月』渡辺鮎太句集

第10回 『濫觴』石母田星人句集（平成15年度 宮城県芸術選奨新人賞同時受賞）
- 泉鏡花記念金沢市民文学賞

第26回 『雪安居』 市堀玉宗句集（第3回 中新田俳句大賞同時受賞）
- 加藤郁乎賞

第4回 『定型詩学の原理』 筑紫磐井著
- 山本健吉文学賞 〈俳句部門〉

第4回 『消息』きちせあや句集

第10回 『啓示』中岡毅雄句集
- 北海道新聞俳句賞

第19回 『桃の世』永野照子句集

第23回 『青韻』久保田哲子句集（北海道俳句協会鮫島賞同時受賞）
- 北海道俳句協会鮫島賞

第28回 『青韻』 久保田哲子句集（北海道新聞俳句賞同時受賞）

第32回 『ユーカラ』大澤久子句集
- 岩手県芸術選奨

平成19年度 『喝采』白濱一羊句集（第31回 俳人協会新人賞同時受賞）
- 秋田県芸術選奨

第29回 『羽後地韻抄』 武藤鉦二句集
- 宮城県芸術選奨新人賞

平成15年度 『濫觴』石母田星人句集（第10回 加美俳句大賞同時受賞）

平成19年度 『光の伽藍』 仁藤さくら句集
- 田中裕明賞

第1回『未踏』高柳克弘句集

第3回『はじまりの樹』津川絵理子句集（第1回星野立子賞同時受賞）

第4回『点滅』榮猿丸句集
- 小野市詩歌文学館賞

第2回『日常』金子兜太句集（毎日芸術賞特別賞同時受賞）

第3回『鏡騒』八田木枯句集
- 星野立子賞

第1回『はじまりの樹』津川絵理子句集
第4回『櫻翳』藺草慶子句集
- 詩歌句俳句大賞

第7回『鰐の眼』春田千歳著

- 千葉県俳句大賞

第1回『海路』大串章句集

など多数。

## 受賞作品一覧　詩集部門
- 現代詩花椿賞

第13回『野菜畑のソクラテス』八木幹夫詩集（第46回 芸術選奨文部大臣新人賞同時受賞）
- H氏賞

第53回『アリア、この夜の裸体のために』河津聖恵詩集
- 歴程新鋭賞

第9回『夏の終わり』河津聖恵詩集
- 丸山薫賞

第11回『祝祭』 槇さわ子詩集

- 福田正夫賞

第8回『動きはじめた小さな窓から』金井雄二詩集

- 中日詩賞新人賞

第48回『空、ノーシーズン』 早矢仕典子詩集

第52回 『七月の猫』安藤まさみ詩集
- 芸術選奨文部大臣新人賞

第46回『野菜畑のソクラテス』八木幹夫詩集（第13回現代詩花椿賞同時受賞）
- 青森県詩人連盟賞

第24回『あいうえお氏ノ徘徊』小笠原眞詩集
- 横浜詩人会賞

第30回 『外野席』金井雄二詩集

第35回 『釣人知らず』川端進詩集

第42回 『キャベツのくに』 鈴木正枝詩集
- 福岡市文学賞

第36回 『物のかたち』片桐英彦詩集
- 青森県文芸賞

第10回 『詩人のポケット』小笠原眞著

- 北陸現代詩人賞・奨励賞

第12回 『しゃぼん玉刑』竹腰素著

- 丸山豊記念現代詩賞

第24回 『流れもせんで、在るだけの川』若尾儀武詩集

- 小野十三郎賞

第18回 『九月十九日』森水陽一郎詩集

など多数。

## 受賞作品一覧　歌集部門
- 現代歌人協会賞

第57回『さよならバグ・チルドレン』山田航歌集（第27回北海道新聞短歌賞同時受賞）
- 現代歌人集会賞

第35回 『1/125秒』永田淳歌集
- 北海道新聞短歌賞

第27回『さよならバグ・チルドレン』山田航歌集（第57回 現代歌人協会賞同時受賞）
- 小野市詩歌文学賞

第6回『純白光』小島ゆかり歌集（第7回一行詩大賞同時受賞）

第7回『亀のピカソ』坂井修一歌集
- 一行詩大賞

第7回『純白光』小島ゆかり歌集（第6回小野市詩歌文学賞同時受賞）
- 大阪短歌文学賞

第29回 『白へ』藤田千鶴歌集

など多数。

## 所在地
- 東京都調布市仙川町1-5-38 鍋屋ビルII-2階（〒182-0002）